# Télé Images Productions
 (août 2025).
Télé Images Productions (anciennement appelé Télé Images Kids) était une société de production audiovisuelle française. Depuis le 12 décembre 2015, après la fusion de Zodiak Media avec le groupe Banijay, toutes les productions sont dans le catalogue de Zodiak Kids, comme sa société sœur Marathon Média.

## Historique
Télé Images se fait connaître par la production de premières sitcoms à la française dont notamment Maguy avec Rosy Varte et Jean Marc Thibault sous la direction de Simone Harrari. Elle poursuit ses créations avec les sitcoms Marc et Sophie et Tribunal fin des années 1980.[réf. nécessaire]
Une fusion s'opére en 2001, elle fait partie du groupe Marathon international depuis 2006.
Télé images productions intègre les sociétés de production de Zodiak Kids en 2013.
Elle produisait des films d'animation et des films de fiction. Elle a notamment produit Foot 2 rue, Foot 2 rue extrême, Sally Bollywood, Atomic Betty et Baskup - Tony Parker
Elle a également été présente dans le domaine documentaire avec commentaires de Pierre Arditi et dans l'animation.

### Liste des films et séries animées
- Adi dans L'espace
- Adi in the Wild
- Adi sous la mer
- Adibou : Aventure dans le corps humain
- Adibou : Aventure objectif Terre
- Amazing Journeys de Jules Verne
- Atomic Betty
- Baskup
- Besoin de personne
- Bouge-toi
- Candid Kids
- Classe Mannequin
- CO2
- Cousin William
- Emilie Jolie
- Foot 2 rue
- Foot 2 rue extrême
- Kelly
- Les Gromelot et les Dupinson
- La Clinique de la Forêt-Noire
- La Revanche d'une Brunette
- L'amour en question
- Les Années FM
- Les deux font la loi
- Les Oursons volants
- Le Ranch
- Life lines
- Île de Lili
- Lignes de vie
- Maguy
- Marc et Sophie
- Marco Macaco
- Michel Strogoff
- Mission Pirates
- Norman Normal
- Parole de chien
- Papa Schultz
- Quasimodo
- L'Histoire du soldat
- Les Contes de la rue Broca
- Sally Bollywood
- Seaside Hôtel
- Studio 24
- Les Aventures de Skippy
- Tribunal
- Vivement Lundi